# Liste des dirigeants actuels des provinces de Sri Lanka
 (août 2023).
Cette page dresse la liste des dirigeants actuels des provinces de Sri Lanka.

## Dirigeants des provinces
| Province     | Statut           | Nom                         | Depuis (le)       |
| ------------ | ---------------- | --------------------------- | ----------------- |
| Centre       | Gouverneur       | Niluka Ekanayake            | 17 mars 2016      |
| Centre       | Premier ministre | Sarath Ekanayake            | 18 juillet 2004   |
| Centre-Nord  | Gouverneur       | P.B. Dissanayake            | 27 janvier 2015   |
| Centre-Nord  | Premier ministre | Peshala Jayaratne           | 28 janvier 2015   |
| Est          | Gouverneur       | Austin Fernando             | 27 janvier 2015   |
| Est          | Premier ministre | Mohamed Najeeb Abdul Majeed | 18 septembre 2012 |
| Nord         | Gouverneur       | Reginald Cooray             | 16 février 2016   |
| Nord         | Premier ministre | C.V. Vigneswaran            | 7 octobre 2013    |
| Nord-Ouest   | Gouverneur       | Amara Piyaseeli Ratnayake   | 23 janvier 2015   |
| Nord-Ouest   | Premier ministre | Dharmasiri Dassanayake      | 8 septembre 2015  |
| Ouest        | Gouverneur       | K.C. Yogeswaran             | 23 janvier 2015   |
| Ouest        | Premier ministre | Isuru Devapriya             | 8 septembre 2015  |
| Sabaramaguwa | Gouverneur       | B.M.A.R. Perera             | 27 janvier 2015   |
| Sabaramaguwa | Premier ministre | Mahipala Herath             | 16 juillet 2004   |
| Sud          | Gouverneur       | Hemakumara Nanayakkara      | 23 janvier 2015   |
| Sud          | Premier ministre | Shan Wijelal de Silva       | 16 juillet 2004   |
| Uva          | Gouverneur       | M.P. Jayasinghe             | 27 janvier 2015   |
| Uva          | Premier ministre | Harin Fernando              | 14 janvier 2015   |